# Falköping centralstation
Falköping centralstation – stacja kolejowa w Falköping, w regionie Västergötland, w Szwecji. Stacja została otwarta w 1858.